# Alexandra Riley
Alexandra Riley, detta Xan (Filadelfia, 13 aprile 1991), è un'ex tennista statunitense.

## Biografia
È stata squalificata a vita nel 2023 nell'ambito di un'inchiesta su partite risultate truccate.